# Cal Blanc (el Papiol)
Cal Blanc és una obra noucentista del Papiol (Baix Llobregat) inclosa a l'Inventari del Patrimoni Arquitectònic de Catalunya.

## Descripció
Aquest és un edifici aïllat, de planta quadrada, planta baixa i dos pisos. Hi ha a més, un cos afegit al costat dret. La composició és simètrica a partir dels buits de la façana principal. Les obertures (d'arc de mig punt, d'arc de carpanell i un ull de bou) són de llinda, i estan emmarcades d'obra vista. La coberta és de teula àrab i a dues vessants. Hi ha un carener que corona l'edifici d'obra vista.